# جورج بلاجدين
جورج بلاجدين (بالإنجليزية: George Blagden)‏ هو مغني وممثل بريطاني، ولد في 28 ديسمبر 1989 بلندن في المملكة المتحدة. بدأ مشواره المهني سنة 2011.

## أعمال

### أفلام
- (2012) البؤساء

### مسلسلات
- فايكنغز

## وصلات خارجية
- جورج بلاجدين على موقع IMDb (الإنجليزية)
- جورج بلاجدين على موقع ميوزك برينز (الإنجليزية)
- جورج بلاجدين على موقع قاعدة بيانات الفيلم (الإنجليزية)